# ليلي باكلي
ليلي باكلي (بالإنجليزية: Leila Buckley)‏ (16 يناير 1917 - 25 يناير 2013)؛ مترجمة، كاتِبة وشاعرة بريطانية.